# The Royal Westminster Regiment
The Royal Westminster Regiment (abrégé en R Westmr R), littéralement « Le Royal Westminster Régiment », est un régiment d'infanterie de la Première réserve de l'Armée canadienne des Forces armées canadiennes. Il fait partie du 39e Groupe-brigade du Canada au sein de la 3e Division du Canada. Ses quartiers généraux sont situés à New Westminster en Colombie-Britannique et le régiment a également une compagnie à Chilliwack. Le régiment fut créé en 1910.

## Perpétuations
Le Royal Westminster Regiment perpétue l'histoire de deux bataillons de la Première Guerre mondiale : le 47th Battalion (British Columbia), CEF (en) et le 131st Battalion (Westminster), CEF (en),.

## Histoire

### Lignée
Le régiment a originellement été créé en tant que le 104th Regiment à New Westminster en Colombie-Britannique le 1er avril 1910. Le 15 décembre 1913, il fut renommé en 104th Regiment Westminster Fusiliers of Canada. Le 12 mars 1920, il fut amalgamé avec le 6th Regiment "The Duke of Connaught's Own Rifles" pour former le 1st British Columbia Regiment qui fut renommé en 1st British Columbia Regiment (Duke of Connaught's Own) le 1er novembre 1920. Le 15 mai 1924, celui-ci fut divisé en trois régiments : 1st British Columbia Regiment (Duke of Connaught's Own) (aujourd'hui The British Columbia Regiment (Duke of Connaught's Own)), The Vancouver Regiment (aujourd'hui amalgamé avec The British Columbia Regiment (Duke of Connaught's Own)) et The Westminster Regiment. Le 15 décembre 1936, ce dernier fut amalgamé avec la compagnie C du 11th Machine Gun Battalion, CMGC et renommé en The Westminster Regiment (Machine Gun). Il fut renommé de nouveau le 1er avril 1941 en The Westminster Regiment (Motor). Le 7 novembre 1941, il fut renommé en 2nd (Reserve) Battalion, The Westminster Regiment (Motor) avant de reprendre le nom de The Westminster Regiment (Motor) le 31 janvier 1946. Le 6 octobre 1954, il fut renommé en The Westminster Regiment avant d'adopter son nom actuel de The Royal Westminster Regiment le 9 décembre 1966,,.

### Première Guerre mondiale
Le 6 août 1914, le 104th Regiment Westminster Fusiliers of Canada fut mobilisé pour le service actif afin de fournir des services de protection locaux.
The Royal Westminster Regiment perpétue l'histoire de deux bataillons du Corps expéditionnaire canadien (CEC ou CEF en anglais) : le 47th Battalion (British Columbia), CEF (en) et le 131st Battalion (Westminster), CEF (en),. La création du 47th Battalion, CEF fut autorisée le 7 novembre 1914 et il s'embarqua pour la Grande-Bretagne le 13 novembre 1915. Le 11 août 1916, il débarqua en France et fut placé sous la 10e Brigade d'infanterie de la 4e Division canadienne avec laquelle il combattit en France et en Flandres jusqu'à la fin du conflit. De son côté, la création du 131st "Overseas" Battalion, CEF fut autorisée le 22 décembre 1915 et il s'embarqua pour la Grande-Bretagne le 31 octobre 1916. Le 14 novembre 1916, son personnel fut transféré au 30th "Overseas" Battalion, CEF et servit de renforts aux troupes canadiennes en campagne. Le 131st Battlaion fut dissous le 17 juillet 1917 tandis que le 47th Battalion fut dissous le 15 septembre 1920.

### Seconde Guerre mondiale
Le 1er septembre 1939, The Royal Westminster Regiment mobilisa The Westminster Regiment (Machine Gun), CASF pour le service actif. Le 7 novembre 1940, il fut renommé en 1st Battalion, The Westminster Regiment (Machine Gun), CASF, puis, le 25 novembre 1940, en 1st Battalion, The Westminster Regiment (Motor), CASF. Le 13 novembre 1941, il s'embarqua pour la Grande-Bretagne. Le 1er décembre 1943, il débarqua en Italie en tant qu'élément de la 5e Brigade blindée de la 5e Division blindée canadienne. Du 28 février 1945 jusqu'à la fin de la guerre, il combattit dans le Nord-Ouest de l'Europe sous le 1er Corps canadien. Le 31 janvier 1946, le bataillon fut dissous.

## Honneurs de bataille
| Honneur                      | Dates                                |
| Première Guerre mondiale     | Première Guerre mondiale             |
| ---------------------------- | ------------------------------------ |
| Mont Sorrel                  | 2 au 13 juin 1916                    |
| Somme, 1916                  | 1er juillet au 18 novembre 1916      |
| Hauteurs de l'Ancre          | 1er octobre au 11 novembre 1916      |
| Ancre, 1916                  |                                      |
| Arras, 1917                  | 9 avril au 4 mai 1917                |
| Vimy, 1917                   | 9 au 14 avril 1917                   |
| Cote 70                      | 15 au 25 août 1917                   |
| Ypres, 1917                  | 31 juillet au 10 novembre 1917       |
| Passchendaele                | 12 ou 26 octobre au 10 novembre 1917 |
| Amiens                       | 8 au 11 août 1918                    |
| Scarpe, 1918                 | 26 au 30 août 1918                   |
| Drocourt-Quéant (en)         |                                      |
| Ligne Hindenburg             | 12 septembre au 9 octobre 1918       |
| Canal du Nord                | 27 septembre au 2 octobre 1918       |
| Valenciennes                 |                                      |
| France et Flandres, 1916-18  |                                      |
| Seconde Guerre mondiale      |                                      |
| Vallée de la Liri            | 18 au 30 mai 1944                    |
| Melfa Crossing               |                                      |
| Ligne gothique               | 25 août au 22 septembre 1944         |
| Coriano                      |                                      |
| Lamone Crossing              |                                      |
| Misano Ridge                 |                                      |
| Casale                       |                                      |
| Canal de Naviglio            | 12 au 15 décembre 1944               |
| Italie, 1944-1945            |                                      |
| IJsselmeer                   |                                      |
| Poche de Delfzijl            |                                      |
| Nord-Ouest de l'Europe, 1945 |                                      |
| Guerre d'Afghanistan         |                                      |
| Afghanistan                  |                                      |

## Structure
Le commandant du Royal Westminster Regiment est le lieutenant-colonel D.J. Vernon.

## Insigne
L'insigne du Royal Westminster Regiment est un demi-soleil d'or avec une feuille d'érable de gueules brochante soutenue d'un listel d'azur liséré d'or portant l'inscription « THE ROYAL WESTMINSTER REGIMENT », c'est-à-dire le nom du régiment, en lettres d'or et chargée d'un castor reposant sur un rondin de couleurs naturelles reposant soutenu d'un listel d'or portant l'inscription « PRO REGE ET PATRIA », c'est-à-dire la devise du régiment, en lettre d'azur et sommé de la couronne royale de couleurs naturelles. La feuille d'érable et le castor symbolisent le service pour le Canada tandis que la couronne représente le service pour le souverain. De son côté, le demi-soleil est repris des armoiries de la Colombie-Britannique,.

## Musée
Le musée du Royal Westminster Regiment maintient une collection d'artefacts sur l'histoire du régiment et de ses prédécesseurs.

## Affiliations
The Royal Westminster Regiment est affilié au Royal Regiment of Fusiliers de la British Army.
Plusieurs corps des Cadets royaux de l'Armée canadienne de la Colombie-Britannique sont affiliés au The Royal Westminster Regiment. Ils ont le droit de porter l'insigne régimentaire sur leurs uniformes.
| Corps      | Ville           |
| ---------- | --------------- |
| 1789 RCACC | Agassiz         |
| 1922 RCACC | Aldergrove      |
| 2316 RCACC | New Westminster |
| 2822 RCACC | Surrey          |
| 1838 RCACC | Maple Ridge     |